# سیارک ۸۵۵۷
سیارک ۸۵۵۷ (به انگلیسی: 8557 Saroun، نامگذاری:1995OK) هشت هزار و پانصد و پنجاه و هفتمین سیارک کشف شده‌است که در ۲۳ ژوئیه ۱۹۹۵ کشف شد.
قدر مطلق سیارک برابر ۱۵٫۳۰ است.